# Episema unicolor
Episema unicolor är en fjärilsart som beskrevs av Philogène Auguste Joseph Duponchel 1835. Episema unicolor ingår i släktet Episema och familjen nattflyn. Inga underarter finns listade i Catalogue of Life.